# Serrognathus archeri
Serrognathus archeri is een keversoort uit de familie vliegende herten (Lucanidae). De wetenschappelijke naam van de soort werd in 1869 als Aulacostethus archeri gepubliceerd door Charles Owen Waterhouse.